# CMD RAMLink

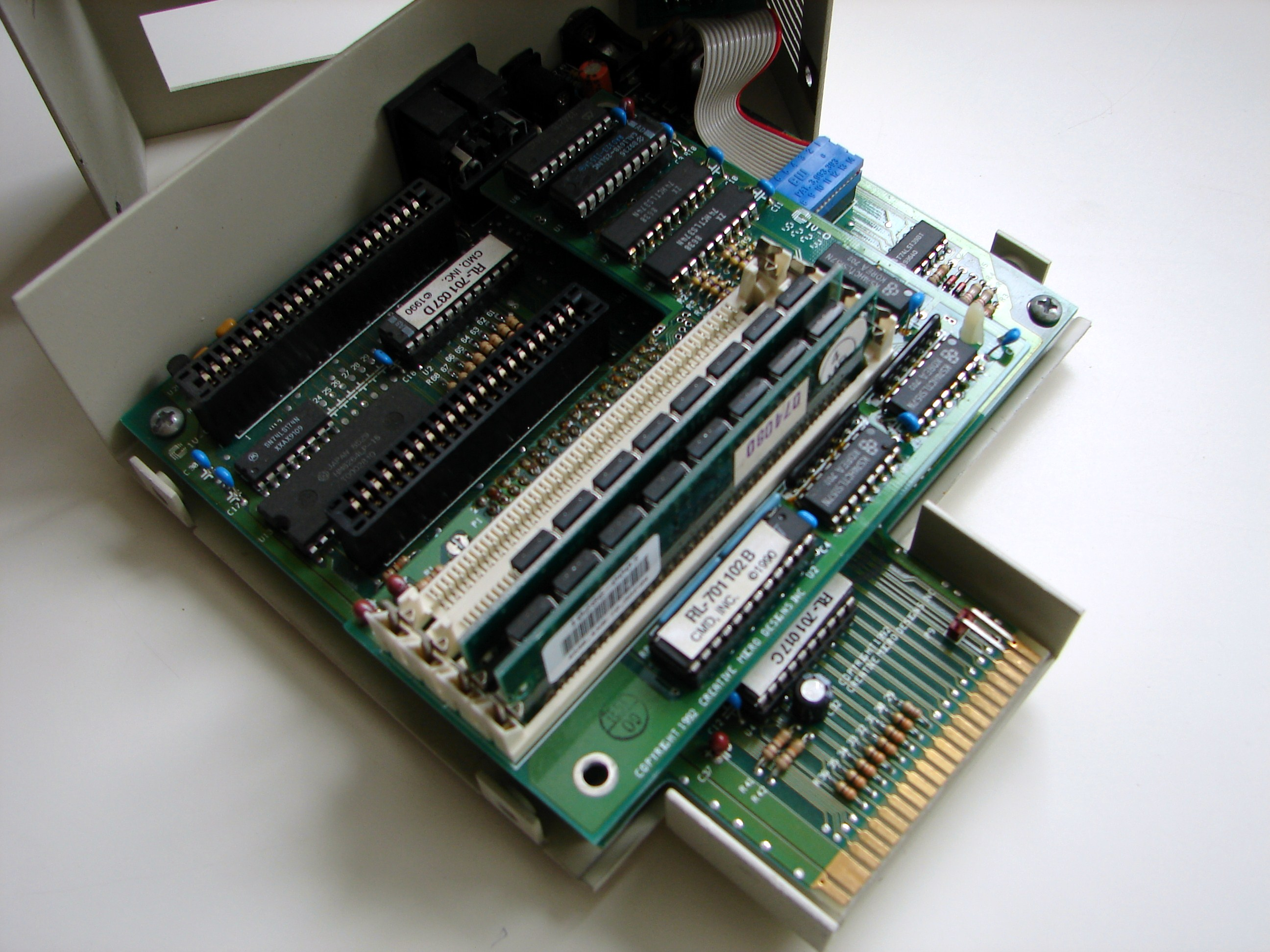
Carcasa abierta de la RAMLink.

El RAMLink fue uno de varios productos de expansión de RAM fabricados por Creative Micro Designs (CMD) para las computadoras domésticas Commodore 64/128. RAMLink fue concebido como una alternativa de terceros, sucesora y opcionalmente complementaria de los cartuchos de expansión REU RAM de la serie 17xx de Commodore.
A diferencia de la REU, el RAMLink tiene alimentación externa y está diseñado desde cero para actuar como un disco RAM. 

## Características
- Permite hasta 16 MB de RAM de expansión. La memoria de expansión se puede proporcionar mediante una combinación de RAM SIMM de 30 pines en una tarjeta interna, una REU Commodore serie 17xx (o un clon) conectada al puerto RAM o una GeoRAM.
- Proporciona su propia copia de JiffyDOS, lo que permite un funcionamiento acelerado con cualquier otro dispositivo de disco equipado con JiffyDOS, así como comandos abreviados (DOS Wedge) para acceder convenientemente a cualquier otro dispositivo de almacenamiento conectado.
- Conjunto completo de herramientas de partición y comandos de DOS.
- Commodore 1541, 1571 y 1581 modos de emulación de diseño de disco
- Un tipo de partición proporciona capacidad REU de acceso directo
- Toma de corriente secundaria y circuito de carga a bordo para aceptar una batería de respaldo de plomo ácido "sellada" de 6 voltios.
- Reloj en tiempo real respaldado por batería para estampado de fecha y hora de archivos, si la tarjeta RAM interna está presente.
- Incluye controladores para permitir que GEOS use su memoria como un reemplazo para el espacio de intercambio o como una unidad de "disco" normal.
- Conexión paralela personalizada para la línea de discos duros de la serie CMD HD .
- Puerto de expansión de paso para cartuchos estándar (p. Ej. Repetición de acción, Super Instantánea )
- Botones en el dispositivo para intercambiar números de dispositivo con otras unidades, interruptores para deshabilitar las REU de la serie 17xx o cambiar su manejo.